# سيريبرينيي برودي
سيريبرينيي برودي (بالروسية: Серебряные Пруды) هي إحدى قرى روسيا في الكيان الفدرالي الروسي موسكو أوبلاست. يبلغ عدد سكانها 89000 نسمة. تقع القرية على نهر اوسيوتر.

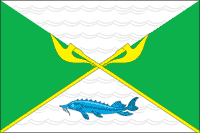

## أعلام
- فاسيلي تشويكوف